# Bombus sibiricus
Bombus sibiricus är en biart som först beskrevs av Fabricius 1781. Den ingår i släktet humlor och familjen långtungebin. Inga underarter finns listade.

## Beskrivning
En övervägande blekgul humla med varmare gult på mellankroppen och de bakersta tergiterna (segmenten på bakkroppens ovansida).

## Ekologi
Arten förekommer på lössjord och i bergen upp till åtminstone 1 300 m. Den är polylektisk, den flyger till blommande växter från många familjer, som korgblommiga växter (piggtistlar, tistlar, rosenskäror och Olgaea sp.), ärtväxter (vedlar och buskväpplingar) samt kransblommiga växter (hjärtstillor).

## Utbredning
Utbredningsområdet omfattar Kazakstan, östligaste Ryssland (södra Sibirien), Mongoliet och nordöstra Kina (provinserna Hebei, Shaanxi och Gansu samt de autonoma regionerna Inre Mongoliet, Ningxia och Xinjiang).